# Friedhof Sankt Margarethen

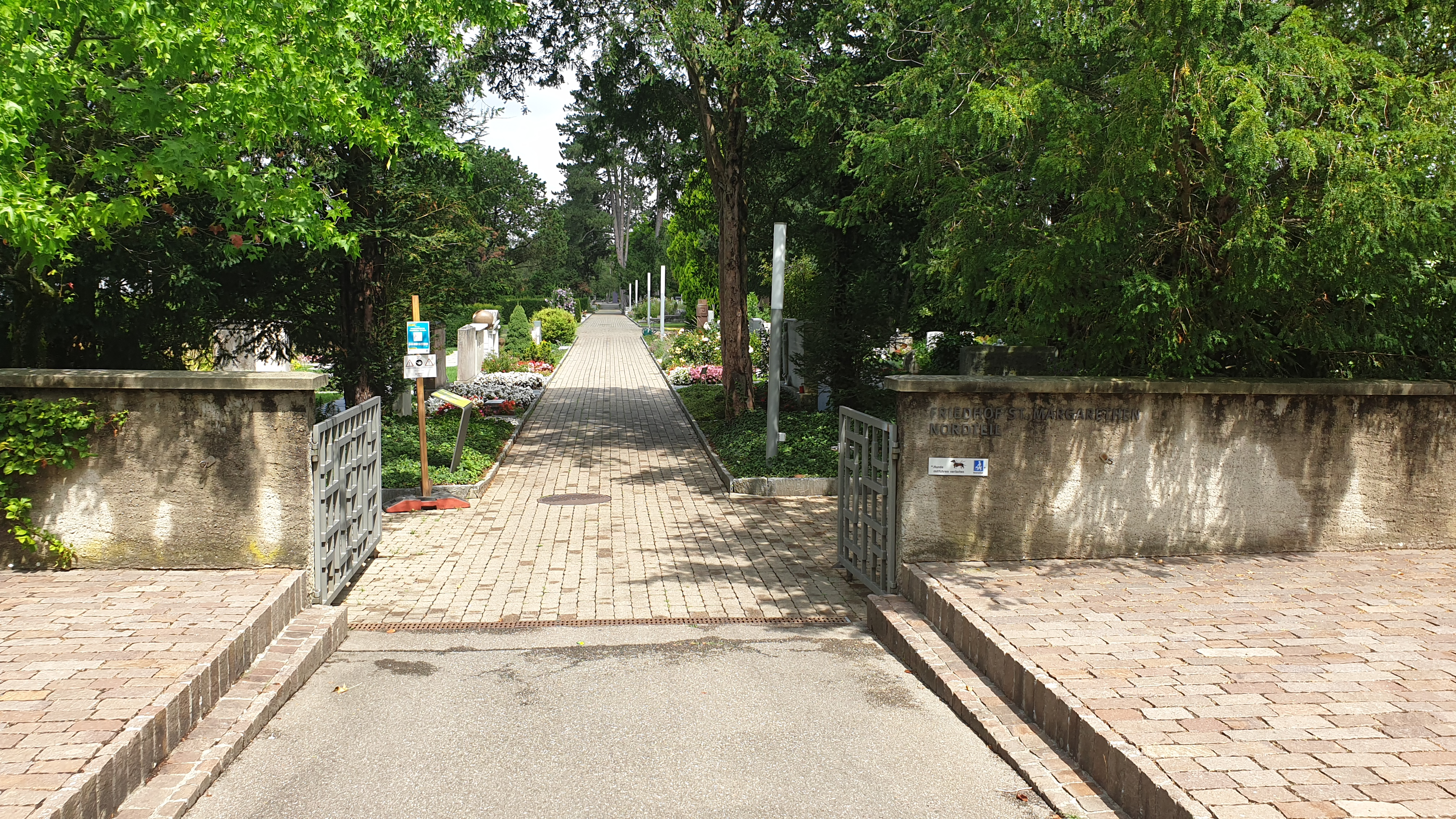
Haupteingang zum Nordteil des Friedhofs

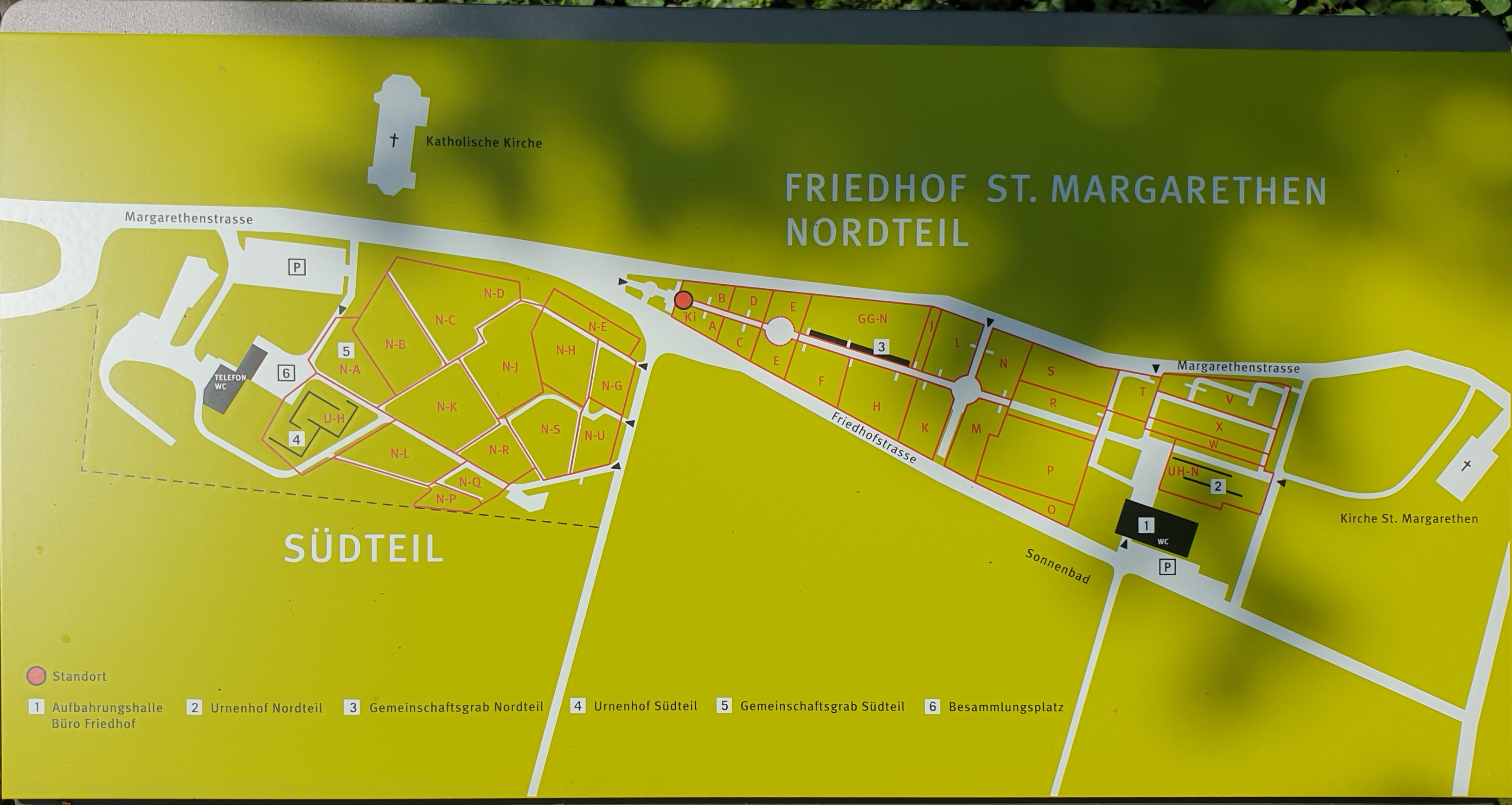
Übersichtstafel des Friedhofs St. Margarethen

Der Friedhof St. Margarethen ist der Friedhof der Gemeinde Binningen im Kanton Basel-Landschaft. Er befindet sich am Rande eines Wohnquartiers zwischen der evangelisch-reformierten Kirche St. Margarethen und der römisch-katholischen Pfarrei Heiligkreuz und besteht aus einem nicht direkt zusammenhängenden Nord- und Südteil. Der Nordteil wurde vermutlich als „Gottesacker“ im Jahr 1813 angelegt und 1862 um den Südteil erweitert. Die Pflege des Friedhofs obliegt der Gemeindegärtnerei.

## Beschreibung

### Nordteil

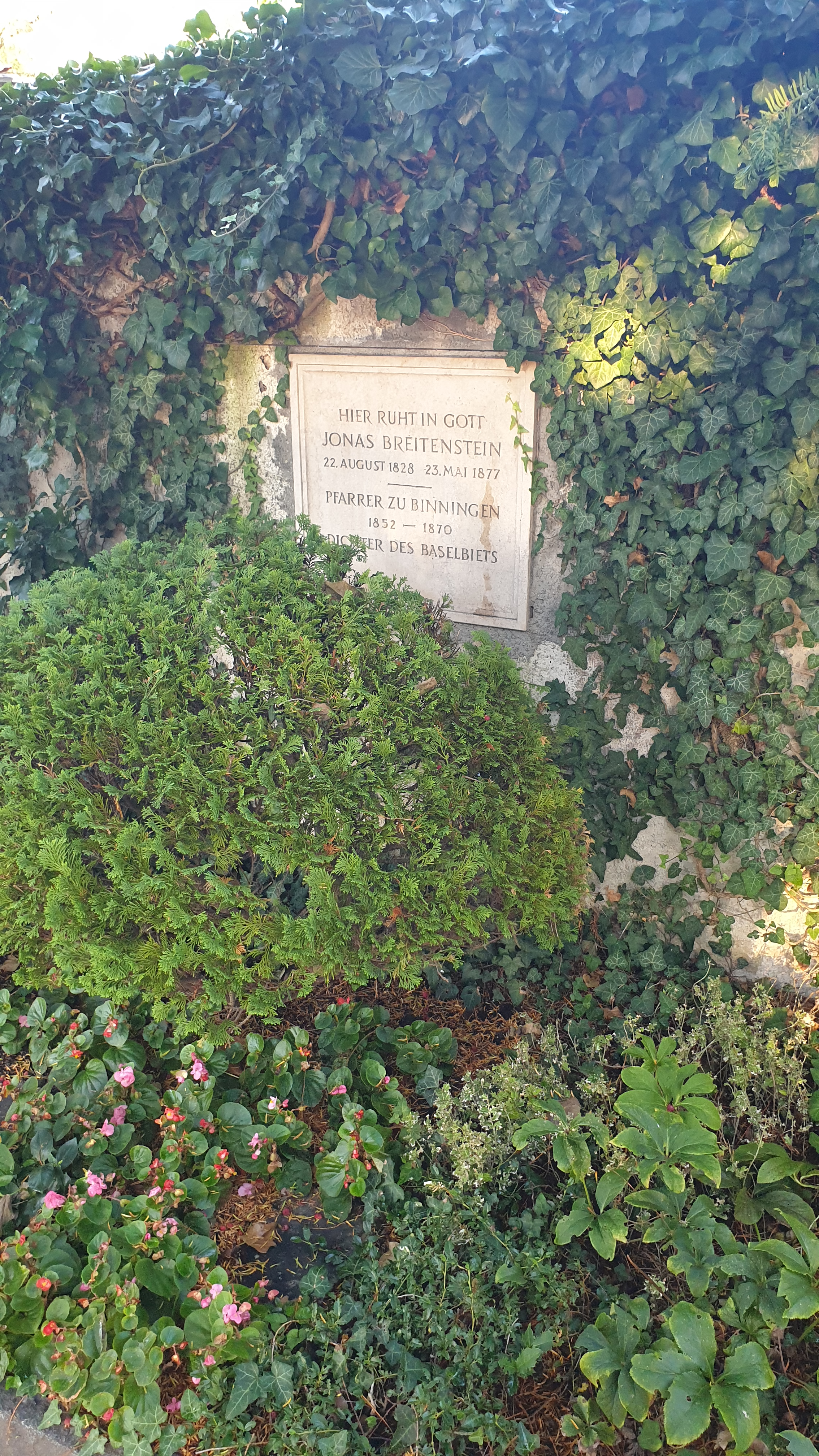
Grabstein von Jonas Breitenstein

Auf dem als stufenförmige Parkanlage mit Hängegärten konzipierten Nordteil des Friedhofs befinden sich hauptsächlich Familiengräber, deren Platz frei gewählt werden kann, solange sich auf der gewünschten Fläche kein frisch aufgehobenes Grab befindet. Aus Pietätsgründen werden aufgehobene Gräber so lange wie möglich, mindestens jedoch für mehrere Jahre brach gelassen. Daneben bestehen Reihengräber für Erd- und Urnenbestattungen, Kinderreihengräber, Urnennischen, Urnengemeinschaftsgräber und ein im Jahr 2011 eingeweihtes Gemeinschaftsgrab für früh verlorene Kinder. Letztgenanntes Grab ist eine besondere Dienstleistung der Gemeinde, da Fehlgeburten bis zur 22. Schwangerschaftswoche nicht meldepflichtig sind und eine Bestattung nach Schweizer Recht nicht zwingend ist. 
Der Nordteil wird von einer Steinmauer umfriedet, die bereits seit seiner Einweihung als Gottesacker im Jahr 1813 besteht. An jeder Laterne sind Steckdosen angebracht. Am gegenüberliegenden Ende befinden sich neben Urnennischen eine Aufbahrungshalle, Sanitäranlagen und das Verwaltungsgebäude.
Der älteste erhaltene Grabstein stammt aus dem Jahr 1908 und befindet sich direkt beim Haupteingang des Nordteils. Der Grabstein mit dem frühesten Todesdatum (23. Mai 1877) gehört zu Jonas Breitenstein, dessen Gebeine in den 1930er Jahren vom Basler Kannenfeldfriedhof nach Binningen überführt wurden.

### Südteil
Der Südteil des Friedhofs ist eine Erweiterung aus dem Jahr 1862. Er beinhaltet hauptsächlich Reihengräber für Erd- und Urnenbestattungen sowie Urnennischen und ist im Gegensatz zum Nordteil von einem einfachen Maschendrahtzaun umgeben. An beiden Enden befinden sich Skulpturen, die über einen Weg miteinander verbunden sind. Abdankungen finden hauptsächlich in der gegenüberliegenden römisch-katholischen Pfarrei Heiligkreuz statt, deren Räumlichkeiten unabhängig von der Konfession der Verstorbenen genutzt werden können. Eine Besonderheit des Friedhofs ist seine hügelige Lage hoch über Basel. 

### Nutzung
Familiengräber haben eine Ruhefrist von 50 Jahren, die jeweils gegen Übernahme der Kosten verlängert werden kann, während alle übrigen Gräber nach 25 Jahren aufgehoben werden.  Auswärtige müssen besondere Voraussetzungen erfüllen, um ausnahmsweise auf dem Friedhof beigesetzt zu werden. Dazu zählt ein langer früherer Wohnsitz in Binningen oder eine besondere Beziehung zur Gemeinde. Über entsprechende Gesuche entscheidet der Gemeinderat.
Die Anlage ist das ganze Jahr über Tag und Nacht durchgängig geöffnet. 